# Dominika Čonč
Dominika Čonč (* 1. Januar 1993 in Maribor) ist eine slowenische Fußballspielerin. Seit 2010 ist sie zudem A-Nationalspielerin.

## Karriere

### Vereine
Čonč begann in der Jugendabteilung des NK Železničar Maribor mit dem Fußballspielen. Im Alter von 14 Jahren gehörte sie bereits der ersten Mannschaft des ŽNK Maribor an, für den sie in der Saison 2007/08 in der 1. ženska liga, der höchsten Spielklasse im slowenischen Frauenfußball, zu ihren ersten Punktspielen im Seniorinnenbereich kam. Zur Saison 2010/11 wechselte Čonč zum Ligarivalen ŽNK Krka und nahm mit dem Verein an der Champions League teil. Im Herbst 2011 entschied sie sich gegen den Erstligafußball und begab sich in die Vereinigten Staaten an die University of Tennessee at Martin im Bundesstaat Tennessee. Während ihrer Studienzeit von 2011 bis 2014 kam sie auch für das Sport-Team der Bildungseinrichtung, den Seahawks, in 85 Meisterschaftsspielen in der Ohio Valley Conference zum Einsatz, in denen sie zwölf Tore erzielte. Nach ihrer Studienzeit kehrte sie nach Slowenien zurück und fand in Beltinci mit dem dort ansässigen ŽNK Pomurje Beltinci ihren neuen Verein. Nach nur einer Saison begab sie sich erneut ins Ausland und kam in Dänemark für Fortuna Hjørring in der 3F Ligaen, der seinerzeit höchsten Spielklasse im dänischen Frauenfußball zum Einsatz. Anschließend verbrachte sie zwei Jahre in Spanien und wirkte jeweils eine Saison lang für Espanyol Barcelona und den FC Málaga in der Primera División. Im Zeitraum von 2019 bis 2024 spielte sie wechselweise in Italien und in Spanien. Von 2019 bis 2021 war sie für den AC Mailand in der Serie A tätig, anschließend eine Saison lang für den Erstligisten FC Valencia, eine Saison lang für den Erstligisten Sampdoria Genua und wiederum eine Saison lang für den Erstligisten FC Levante Las Planas. In diesem Zeitraum kam sie stets zu einer zweistelligen Anzahl an Punktspielen zum Einsatz, lediglich in Mailand gelangen ihr fünf Tore. Seit der Saison 2024/25 ist sie Vertragsspielerin der Frauenfußballmannschaft von Como 1907.

### Nationalmannschaft
Nachdem Čonč in den Jahren 2008 und 2009 in jeweils drei EM-Qualifikationsspielen für die U17-Nationalmannschaft zum Einsatz gekommen war und auch für die U19-Nationalmannschaft in den Jahren 2009 und 2010, debütierte sie am 19. Juni 2010 in der A-Nationalmannschaft, die das sechste Spiel der EM-Qualifikationsgruppe 7 in Portogruaro mit 0:6 gegen die Nationalmannschaft Italiens verlor; sie wurde für Snežana Malešević in der 61. Minute eingewechselt. Ihr erstes A-Länderspieltor gelang ihr am 2. Juni 2013 in Radlje ob Dravi bei der 1:3-Niederlage im Freundschaftsspiel gegen die Nationalmannschaft Österreichs mit dem Treffer zur 1:0-Führung in der 15. Minute. Seitdem wird sie jedes Spieljahr in der A-Nationalmannschaft eingesetzt.

## Erfolge
- Istrien-Cup-Siegerin: 2019